# Landgericht Biedenkopf
Das Landgericht Biedenkopf war ein erstinstanzliches Gericht der ordentlichen Gerichtsbarkeit in der Provinz Oberhessen des Großherzogtums Hessen mit Sitz in Biedenkopf.

## Geschichte

### Gründung
Ab 1821 trennte das Großherzogtum Hessen auch auf der unteren Ebene die Rechtsprechung von der Verwaltung.
In einem ersten Schritt geschah das zunächst in den Bereichen des Staates, in denen er die Hoheitsrechte in vollem Umfang ausübte (Dominiallande). Die bisher von den Ämtern wahrgenommenen Aufgaben wurden Landräten (zuständig für die Verwaltung) und Landgerichten (zuständig für die Rechtsprechung) übertragen. Dabei wurde der Bezirk des Landgerichts Biedenkopf aus den Zuständigkeitsbereichen des bisherigen Amtes Battenberg, einigen Orten des Amtes Biedenkopf und Orten des Amtes Blankenstein gebildet. Hier hatte die Familie Breidenbach zu Breidenstein im Grund Breidenbach in einer von Gemeinden das Patrimonialgericht inne, das auch zunächst weiter bestand.
Übergeordnete Instanz des Landgerichts Biedenkopf war das Hofgericht Gießen.

### Weitere Entwicklung
1823 wurden die noch bestehenden Rechte der Patrimonialgerichtsherren in Breidenbach und Breidenstein vom Staat übernommen, so dass das Landgericht Biedenkopf nun auch dort vorbehaltlos Recht sprechen konnte.
Zum 1. August 1835 wurden eine Reihe von Gemeinden aus dem Bezirk des Landgerichts Biedenkopf ausgegliedert und zu dem eigenen Bezirk eines Landgerichts Battenberg zusammengefasst (siehe: Übersicht).
1853 kam es in der Provinz Oberhessen umfangreich zu Änderungen der Zuschnitte der Gerichtsbezirke. Die Neuordnung trat zum 15. Oktober 1853 in Kraft. Das Landgericht Biedenkopf erweitert dabei seine örtliche Zuständigkeit (siehe Übersicht).

### Ende
Nach dem verlorenen Krieg von 1866 musste das Großherzogtum mit dem Friedensvertrag vom 3. September 1866 Gebietsteile an Preußen abtreten. Dazu gehörte auch das Hessische Hinterland (der „Kreis Biedenkopf“) mit dem Bezirk des Landgerichts Biedenkopf.
Im Juni 1867 passte Preußen in den erbeuteten Gebieten die Gerichtsorganisation an die eigene Struktur an: Die bisherigen Landgerichte wurden aufgehoben und durch Amtsgerichte ersetzt. Funktionaler Nachfolger des Landgerichts Biedenkopf wurde so das Amtsgericht Biedenkopf.

## Bezirk
| Gemeinde                 | 1821/1823 | 1853 | Anmerkung                                                                         |
| ------------------------ | --------- | ---- | --------------------------------------------------------------------------------- |
| Achenbach                | ×         | ×    | Vom Amt Blankenstein, bis 1823 Patrimonialgericht                                 |
| Allendorf                | ×         |      | Vom Amt Battenberg; 1835 an das Landgericht Battenberg                            |
| Amelose (Gehöftgruppe)   |           | ×    | Vom Landgericht Gladenbach                                                        |
| Battenberg (Stadt)       | ×         |      | Vom Amt Battenberg; 1835 an das Landgericht Battenberg                            |
| Battenfeld               | ×         |      | Vom Amt Battenberg; 1835 an das Landgericht Battenberg                            |
| Berghofen                | ×         |      | Vom Amt Battenberg; 1835 an das Landgericht Battenberg                            |
| Biebighausen (Hof)       | ×         | ×    | Vom Amt Battenberg                                                                |
| Biedenkopf               | ×         | ×    | Vom Amt Biedenkopf                                                                |
| Breidenbach              | ×         | ×    | Vom Amt Blankenstein, bis 1823 Patrimonialgericht                                 |
| Breidenstein             | ×         | ×    | Vom Amt Blankenstein, bis 1823 Patrimonialgericht                                 |
| Bromskirchen             | ×         |      | Vom Amt Battenberg; 1835 an das Landgericht Battenberg                            |
| Buchenau                 | ×         | ×    | Vom Amt Biedenkopf                                                                |
| Dachsloch (Forsthaus)    | ×         | ×    | Vom Amt Battenberg                                                                |
| Damshausen               | ×         | ×    | Vom Amt Biedenkopf, Oktober 1853 an das Landgericht Gladenbach                    |
| Dautphe                  |           | ×    | Vom Landgericht Gladenbach                                                        |
| Dexbach                  | ×         | ×    | Vom Amt Biedenkopf                                                                |
| Diedenshausen            |           | ×    | April 1853 vom Landgericht Gladenbach, Oktober 1853 an das Landgericht Gladenbach |
| Dodenau                  | ×         |      | Vom Amt Battenberg; 1835 an das Landgericht Battenberg                            |
| Eckelshausen             | ×         | ×    | Vom Amt Biedenkopf                                                                |
| Eifa                     | ×         |      | Vom Amt Battenberg; 1835 an das Landgericht Battenberg                            |
| Elbrighausen (Forsthaus) | ×         | ×    | Vom Amt Battenberg                                                                |
| Engelbach                | ×         | ×    | Vom Amt Biedenkopf                                                                |
| Friedensdorf             |           | ×    | Vom Landgericht Gladenbach                                                        |
| Frohnhausen              | ×         |      | Vom Amt Battenberg; 1835 an das Landgericht Battenberg                            |
| Gönnern                  | ×         | ×    | Vom Amt Blankenstein, bis 1823 Patrimonialgericht                                 |
| Hatzfeld (Stadt)         | ×         |      | Vom Amt Battenberg; 1835 an das Landgericht Battenberg                            |
| Herzhausen               |           | ×    | Vom Landgericht Gladenbach                                                        |
| Holzhausen               | ×         |      | Vom Amt Battenberg; 1835 an das Landgericht Battenberg                            |
| Hommertshausen           |           | ×    | Vom Landgericht Gladenbach                                                        |
| Katzenbach               | ×         | ×    | Vom Amt Biedenkopf                                                                |
| Kleingladenbach          | ×         | ×    | Vom Amt Blankenstein, bis 1823 Patrimonialgericht                                 |
| Kombach                  | ×         | ×    | Vom Amt Biedenkopf                                                                |
| Laisa                    | ×         |      | Vom Amt Battenberg; 1835 an das Landgericht Battenberg                            |
| Lindenhof (Hof)          | ×         |      | Vom Amt Battenberg; 1835 an das Landgericht Battenberg                            |
| Mornshausen              |           | ×    | Vom Landgericht Gladenbach                                                        |
| Niederdieten             | ×         | ×    | Vom Amt Blankenstein, bis 1823 Patrimonialgericht                                 |
| Niedereisenhausen        | ×         | ×    | Vom Amt Blankenstein, bis 1823 Patrimonialgericht                                 |
| Oberasphe                | ×         |      | Vom Amt Battenberg; 1835 an das Landgericht Battenberg                            |
| Oberdieten               | ×         | ×    | Vom Amt Blankenstein, bis 1823 Patrimonialgericht                                 |
| Obereisenhausen          | ×         | ×    | Vom Amt Blankenstein, bis 1823 Patrimonialgericht                                 |
| Oberhörlen               | ×         | ×    | Vom Amt Blankenstein, bis 1823 Patrimonialgericht                                 |
| Quotshausen              | ×         | ×    | Vom Amt Blankenstein, bis 1823 Patrimonialgericht                                 |
| Reddighausen             | ×         |      | Vom Amt Battenberg; 1835 an das Landgericht Battenberg                            |
| Rennertehausen           | ×         |      | Vom Amt Battenberg; 1835 an das Landgericht Battenberg                            |
| Rhoda (Hof)              | ×         |      | Vom Amt Battenberg; 1835 an das Landgericht Battenberg                            |
| Roth                     | ×         | ×    | Vom Amt Blankenstein, bis 1823 Patrimonialgericht                                 |
| Silberg                  |           | ×    | Vom Landgericht Gladenbach                                                        |
| Simmersbach              | ×         | ×    | Vom Amt Blankenstein, bis 1823 Patrimonialgericht                                 |
| Steinperf                | ×         | ×    | Vom Amt Blankenstein, bis 1823 Patrimonialgericht                                 |
| Wallau                   | ×         | ×    | Vom Amt Blankenstein, bis 1823 Patrimonialgericht                                 |
| Weisenbach               | ×         | ×    | Vom Amt Blankenstein, bis 1823 Patrimonialgericht                                 |
| Wolfgruben               | ×         | ×    | Vom Amt Biedenkopf                                                                |
| Wolzhausen               | ×         | ×    | Vom Amt Blankenstein, bis 1823 Patrimonialgericht                                 |

## Gebäude
Das Landgericht Biedenkopf war in der heutigen Hainstraße 12 untergebracht.

## Richter
Ab 1867 bestanden zwei Richterstellen am Amtsgericht.
- 1821–1824: Landrichter Karl Friedrich Klingelhöffer
- 1824–1836: Landrichter Ernst Philipp Fröhling
- 1836–1848: Landrichter Karl Ferdinand Schulz
- 1850–1873: Landrichter (ab 1867: Amtsrichter, ab 1868: Oberamtsrichter) Wilhelm Klingelhöffer[15]